# 鯖大師

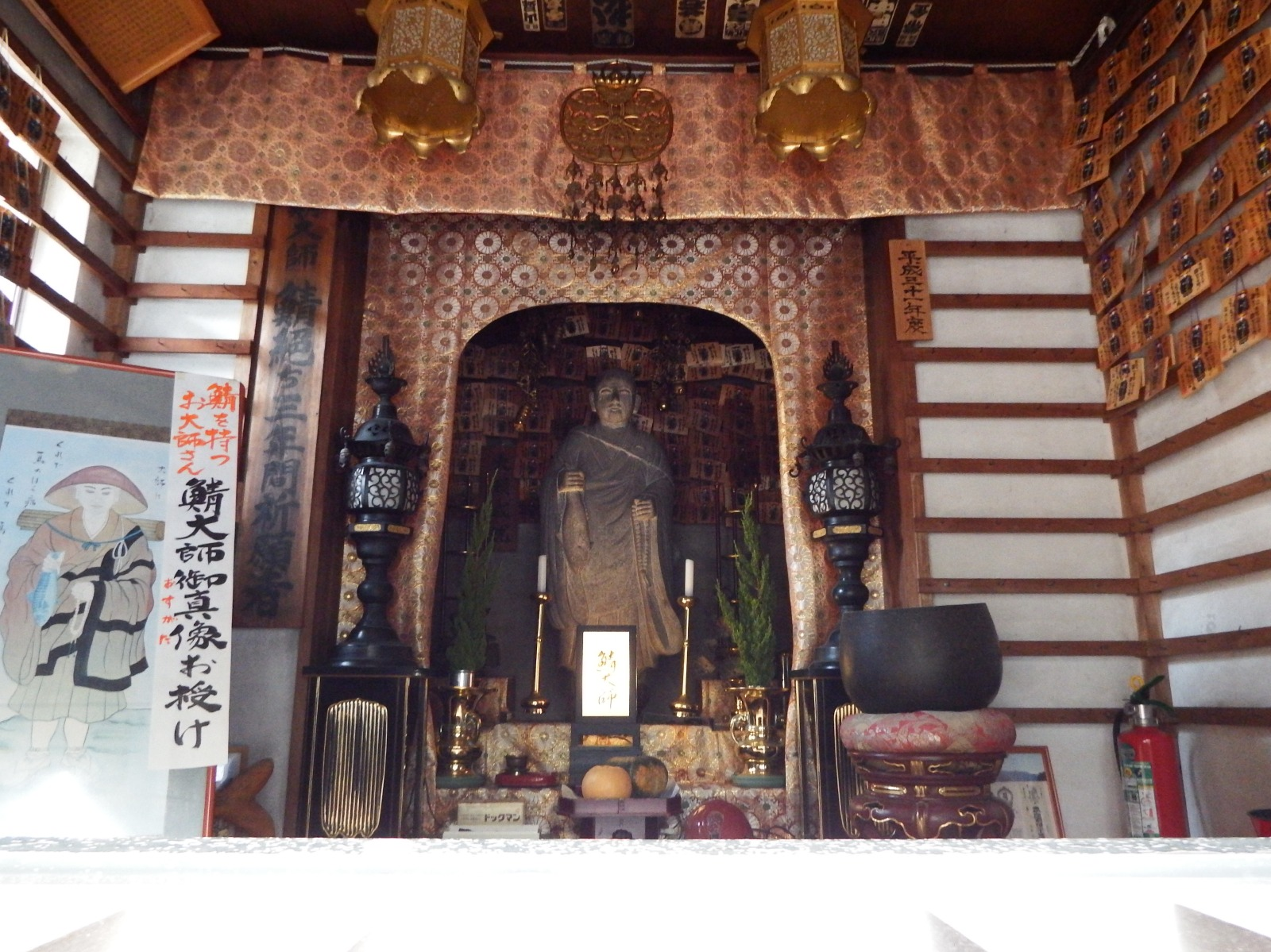
鯖大師本坊と称される八坂寺 (徳島県海陽町)

鯖大師（さばだいし）とは、阿波国を中心として伝わる高僧伝説であり、日本の各地に波及した民間信仰である。

## 伝説
鯖大師の伝説は、次のような話である。
あるとき、旅の僧が馬に塩鯖を積んだ馬子に出会い、鯖を乞うが馬子は僧を嘲りその願いを拒否する。馬子が去ろうとしたところ、僧が呪歌を唱えると馬が腹痛を起こし苦しみ始める。馬子が謝って鯖を与えると僧は再び呪歌を唱え、馬はもとに戻った。
江戸時代以前に阿波国に伝わっていた伝説では、この僧は行基とされていた。土佐国との境に程近い八坂八浜と呼ばれる難所が伝説の舞台とされており、その場所に建てられた行基庵という庵が鯖大師信仰の本山とも言える八坂寺の縁起となっている。四国に伝わる呪歌は「大阪や 八坂坂中 鯖ひとつ 行基にくれて 馬のはらやむ」というもので、「やむ」は「病む」と「止む」の掛詞である。高野聖や勧進聖はこの伝説や呪歌を日本各地に広めて歩いたと言われる。そのため、この伝説は青森県から九州地方にかけての日本各地で再話されており、場所が変わったり、馬が牛になったり、行基が固有名の無い単なる大師と表現されたり、尼になったりする派生形も存在する。行脚する聖が消滅した明治時代以後には、僧を空海とする伝説が敷衍し、鯖大師伝説は弘法大師伝説のひとつへと変容していった。

### 鯖大師に関する研究
鯖大師は民俗学や口承文芸の研究テーマとなっており、多くの研究者が言及している。柳田國男は『昔話覚書』の中で、鯖大師伝説と全国に分布する昔話「牛方山姥」との共通点を指摘し、弘法大師伝説の中心地である四国地方で、鯖大師伝説の主役が行基であり続けた謎や、日本の交通史の一端を示している可能性について提起した。五来重は検討の余地はあるとしつつ、元々先にあった「牛方山姥」の物語を基に鯖大師伝説は作られたと推測し、僧が鯖を要求した理由について、伝説でいうサバとは本来「鯖」ではなく、山に浮遊する霊に手向ける「散飯（さば）」が転じたものであると主張している。なお、柳田も五来も聖が魚食を忌まなかった例を引いて、僧が生臭物である鯖を請求することは今日の感覚で思うほど奇妙なことでは無かったとしている。
花部英雄は文献上の呪歌の初出を室町時代とした上で、伝説は伝えられていないが呪歌だけが馬の病気を治す呪いとして伝えられている地域があることから、独立して存在していた呪歌に沿って、後から伝説が作られたという説を示した。

## 信仰
鯖大師の大師像は、茣蓙を背負った立ち姿で笠をかぶり、左手に数珠、右手に鯖を一匹掲げた姿をしており、鯖を手にしている部分を除いては旅装の弘法大師像と似た特徴を持っている。かつては路傍や峠の入口に鯖大師の石仏が置かれ、漁業や陸運業の安全と繁盛、牛馬の加護を願う対象となっていた。また、東北地方では牛馬の腹痛を癒やす呪いとして行基の呪歌が伝えられていた。近代以後に大師信仰に収容された鯖大師は、札所となっている寺院や大師堂に収められ参拝の対象となっている。

### 鯖大師像のある主な寺院・場所
- 八坂寺 (徳島県海陽町)
- 南蔵院 (福岡県篠栗町)
- 鯖大師堂（因島市）
- 須磨寺（兵庫県神戸市）
- 金剛寺（半田市）、呑海院（日間賀島）、長山寺（南知多町） - 知多三鯖大師と呼ばれる[1]。
- 金乗院 (練馬区)
- 妙音院（千葉県館山市）